# Liste der Bodendenkmäler im Engelthaler Forst
Auf dieser Seite sind die Bodendenkmäler in dem mittelfränkischen gemeindefreien Gebiet Engelthaler Forst zusammengestellt. Diese Tabelle ist eine Teilliste der Liste der Bodendenkmäler in Bayern. Grundlage ist die Bayerische Denkmalliste, die auf Basis des Bayerischen Denkmalschutzgesetzes vom 1. Oktober 1973 erstmals erstellt wurde und seither durch das Bayerische Landesamt für Denkmalpflege geführt wird. Die folgenden Angaben ersetzen nicht die rechtsverbindliche Auskunft der Denkmalschutzbehörde.

Mit dem Stand vom 27. Juli 2016 sind drei Bodendenkmäler vom Engelthaler Forst in der Bayerischen Denkmalliste eingetragen.

## Liste der Bodendenkmäler
| Lage                         | Objekt                                    | Akten-Nr.     | Bild |
| ---------------------------- | ----------------------------------------- | ------------- | ---- |
| Engelthaler Forst (Standort) | Grabhügel der Urnenfelderzeit             | D-5-6534-0125 |      |
| Engelthaler Forst (Standort) | Grabhügel vorgeschichtlicher Zeitstellung | D-5-6534-0126 |      |
| Engelthaler Forst (Standort) | Grabhügel vorgeschichtlicher Zeitstellung | D-5-6534-0127 |      |